# Manchester City w sezonie 1998/1999
Sezon 1998/1999 był dla Manchesteru City 107. sezonem w The Football League i pierwszym w historii klubu w Division Two – trzecim wówczas poziomie rozgrywek ligowych. Zespół od 18 lutego 1998 roku prowadzony był przez Joe Royle'a. 4 maja 1998 roku w ostatniej kolejce sezonu 1997/1998 zajmujący 23. miejsce w tabeli Manchester City miał rozegrać wyjazdowy mecz ze Stoke City. W przypadku wygranej zespół miał szanse pozostać w Division One tylko w przypadku porażek Portsmouth i Port Vale. City zwyciężyło 5:2, jednak Portsmouth i Port Vale również zanotowały wygrane, zatem City zajęło 22. miejsce na koniec sezonu i spadło do Division Two; nigdy wcześniej zespół nie występował w 3. lidze angielskiej. Pomimo relegacji do niższej klasy rozgrywkowej, menadżer zespołu Joe Royle podpisał nowy, trzyletni kontrakt.
Sezon 1998/1999 Manchester City rozpoczął od domowego meczu przeciwko Blackpool. Spotkanie wygrali gospodarze 3:0, a frekwencja wyniosła 32 134 widzów i była najwyższa w 3. lidze od 20 lat. W 5. kolejce spotkań, po remisie na Meadow Lane zespół spadł na 14. miejsce w tabeli; była to najniższa pozycja ligowa w historii klubu. Ostatecznie City zakończyło sezon na 3. miejscu w tabeli i przystąpiło do meczów barażowych o awans do Division One. W dwumeczu z 4. drużyną Wigan Athletic Manchester City zwyciężył 2:1 i awansował do finału, rozgrywanym na Wembley.
Przeciwnikiem Manchesteru City w finale był zespół Gillingham, który przed zakończeniem meczu prowadził 2:0. Bramki Kevina Horlocka w 90 minucie i Paula Dickova w doliczonym czasie gry doprowadziły do dogrywki, która nie przyniosła rozstrzygnięcia. W rzutach karnych zwyciężyło City 3:1 i powróciło do Division One, zaplecza Premier League.

## Mecze ligowe w sezonie 1998/99
| Data       | Przeciwnik        | D/W | Stadion               | Wynik C/P | Strzelcy                                                     | Frekwencja | Skład |
| ---------- | ----------------- | --- | --------------------- | --------- | ------------------------------------------------------------ | ---------- | --- |
| 08.08.1998 | Blackpool         | D   | Maine Road            | 3:0       | Goater 26', Bradbury 62', Cchadadze 79'                      | 32 134     | Weaver – Edghill, Cchadadze, Wiekens, Vaughan , Mason, · Pollock, Horlock, Goater, Dickov (Allsopp), Bradbury (Jim Whitley)              |
| 14.08.1998 | Fulham            | W   | Craven Cottage        | 0:3       |                                                              | 14 284     | Weaver – Edghill, Cchadadze (Allsopp (Jeff Whitley)), Wiekens, · Vaughan, Jim Whitley, Mason, Pollock, Horlock, Dickov , Goater          |
| 22.08.1998 | Wrexham           | D   | Maine Road            | 0:0       |                                                              | 27 677     | Weaver – Nick Fenton, Wiekens, Vaughan, Jim Whitley, Mason, · Pollock, Edghill, Dickov, Goater, Bradbury (Allsopp)                       |
| 29.08.1998 | Notts County      | W   | Meadow Lane           | 1:1       | Goater 90+4'                                                 | 10 316     | Weaver – Nick Fenton, Wiekens, Vaughan , Edghill , · Mason, Pollock , Jim Whitley (Bradbury), Horlock, Dickov, Goater                    |
| 02.09.1998 | Walsall           | D   | Maine Road            | 3:1       | Goater 30', 71', Dickov 74'                                  | 24 021     | Weaver – Nick Fenton, Wiekens, Vaughan, Edghill, Mason, · Pollock, Tiatto , Goater, Dickov (Brown), Bradbury (Allsopp)                   |
| 08.09.1998 | Bournemouth       | D   | Maine Road            | 2:1       | Allsopp 25', Dickov 64'                                      | 26 696     | Weaver – Nick Fenton, Wiekens, Vaughan, Edghill , Mason, · Pollock, Horlock, Goater, Dickov (Bradbury), Allsopp (Tiatto)                 |
| 12.09.1998 | Macclesfield Town | W   | Moss Rose             | 1:0       | Goater 86'                                                   | 6 381      | Weaver – Nick Fenton, Wiekens, Vaughan, Edghill, Mason (Jim Whitley), · Horlock , Tiatto, Goater, Dickov (Allsopp), Bradbury             |
| 19.09.1998 | Chesterfield      | D   | Maine Road            | 1:1       | Bradbury 37'                                                 | 27 500     | Wright – Nick Fenton (Crooks), Wiekens, Vaughan, Edghill, Mason, · Pollock, Tiatto , Goater, Dickov (Allsopp), Bradbury                  |
| 26.09.1998 | Northampton Town  | W   | Sixfields             | 2:2       | Dickov 54', Goater 88'                                       | 7 557      | Weaver – Nick Fenton (Tiatto ), Wiekens, Vaughan, Edghill, Pollock, · Jim Whitley, Horlock, Goater, Bradbury, Allsopp (Dickov (Crooks))  |
| 29.09.1998 | Millwall          | W   | The New Den           | 1:1       | Bradbury 90'                                                 | 12 726     | Weaver – Nick Fenton, Wiekens, Vaughan , Edghill , Jim Whitley (Tiatto), · Pollock, Horlock, Goater, Bradbury, Greenacre (Allsopp)       |
| 03.10.1998 | Burnley           | D   | Maine Road            | 2:2       | Goater 8', Allsopp 85'                                       | 30 722     | Weaver – Nick Fenton, Wiekens, Vaughan, Edghill, Mason, Horlock, Jim Whitley, Tiatto, Goater, Bradbury                                   |
| 12.10.1998 | Preston North End | D   | Maine Road            | 0:1       |                                                              | 28 799     | Weaver – Nick Fenton, Wiekens, Vaughan, Brown , Jim Whitley, · Horlock (Tiatto), Edghill, Goater, Dickov (Allsopp), Bradbury             |
| 17.10.1998 | Wigan Athletic    | W   | Springfield Park      | 1:0       | Goater 56'                                                   | 6 700      | Weaver – Nick Fenton, Wiekens, Szelia , Crooks, Jim Whitley, · Horlock, Mason (Jeff Whitley), Tiatto , Goater, Bradbury                  |
| 20.10.1998 | Lincoln City      | W   | Sincil Bank           | 1:2       | Horlock 90'                                                  | 7 338      | Weaver – Nick Fenton, Wiekens, Szelia, Crooks, Jim Whitley, · Horlock, Jeff Whitley (Dickov ), Tiatto, Goater, Bradbury                  |
| 24.10.1998 | Reading           | D   | Maine Road            | 0:1       |                                                              | 24 365     | Weaver – Nick Fenton, Wiekens, Szelia (Allsopp), Jim Whitley (Jeff Whitley), · Crooks, Horlock, Mason, Tiatto , Dickov (Russell), Goater |
| 31.10.1998 | Colchester United | D   | Maine Road            | 2:1       | Horlock 49' (k.), Morrison 53'                               | 24 820     | Weaver – Edghill, Wiekens, Morrison, Vaughan, Crooks, · Horlock , Mason, Branch (Dickov), Allsopp (Bishop), Goater                       |
| 07.11.1998 | Oldham Athletic   | W   | Boundary Park         | 3:0       | Horlock 17', 30', Morrison 68'                               | 12 976     | Weaver – Edghill , Wiekens, Morrison, Vaughan, Mason, · Horlock , Bishop (Brown), Crooks, Goater, Branch                                 |
| 10.11.1998 | Wycombe Wanderers | W   | Adams Park            | 0:1       |                                                              | 8 129      | Weaver – Edghill, Wiekens, Morrison, Vaughan, Mason (Allsopp), Horlock, Bishop (Brown), Crooks, Goater, Branch (Dickov)                  |
| 21.11.1998 | Gillingham        | D   | Maine Road            | 0:0       |                                                              | 26 529     | Weaver – Crooks, Wiekens, Morrison, Vaughan, Mason, Pollock (Brown), Bishop, Branch (Dickov), Goater, Branch                             |
| 28.11.1998 | Luton Town        | W   | Kenilworth Road       | 1:1       | Morrison 28'                                                 | 9 070      | Weaver – Edghill, Wiekens, Morrison (Tiatto), Vaughan , Crooks, · Bishop (Brown ), Mason, Goater, Taylor, Russell                        |
| 12.12.1998 | Bristol Rovers    | D   | Maine Road            | 0:0       |                                                              | 24 976     | Weaver – Edghill, Wiekens, Morrison , Crooks, Mason (Jim Whitley), · Pollock , Russell, Dickov (Tiatto), Goater (Allsopp), Taylor        |
| 19.12.1998 | York City         | W   | Bootham Crescent      | 1:2       | Russell 32'                                                  | 7 527      | Weaver – Crooks, Nick Fenton, Vaughan, Edghill, Brown, Pollock (Jim Whitley), Bishop, Horlock, Taylor, Russell (Allsopp)                 |
| 26.12.1998 | Wrexham           | W   | Racecourse Ground     | 1:0       | Wiekens 56'                                                  | 9 048      | Weaver – Crooks, Wiekens, Vaughan , Edghill, Brown, · Pollock , Bishop (Jim Whitley), Horlock, Taylor (Goater), Russell (Dickov)         |
| 28.12.1998 | Stoke City        | D   | Maine Road            | 2:1       | Dickov 47', Taylor 85'                                       | 30 478     | Weaver – Crooks , Wiekens, Vaughan, Edghill, Brown, · Pollock, Bishop (Goater), Horlock, Taylor, Dickov                                  |
| 09.01.1999 | Blackpool         | W   | Bloomfield Road       | 0:0       |                                                              | 9 752      | Weaver – Crooks, Wiekens, Morrison, Vaughan, Brown, · Pollock, Horlock, Taylor, Goater, Dickov (Russell )                                |
| 16.01.1999 | Fulham            | D   | Maine Road            | 3:0       | Goater 24', Taylor 32', Horlock 53'                          | 30 251     | Weaver – Crooks, Wiekens, Vaughan , Edghill, Brown , · Pollock, Horlock (Jim Whitley), Taylor , Goater, Cooke                            |
| 23.01.1999 | Walsall           | W   | Bescot Stadium        | 1:1       | Pollock 74'                                                  | 9 517      | Weaver – Crooks, Wiekens , Vaughan, Edghill, Cooke (Jim Whitley), · Pollock, Brown, Horlock, Taylor, Goater                              |
| 29.01.1999 | Stoke City        | W   | Britannia Stadium     | 1:0       | Wiekens 20'                                                  | 13 676     | Weaver – Crooks (Bishop), Wiekens, Vaughan, Edghill, Cooke (Jim Whitley), · Pollock (Dickov), Brown, Horlock , Taylor, Goater            |
| 06.02.1999 | Millwall          | D   | Maine Road            | 3:0       | Dickov ( 61', Cooke 71', Horlock 75'                         | 29 862     | Weaver – Crooks, Wiekens, Vaughan, Edghill (Morrison), Cooke, · Brown, Pollock, Horlock, Taylor, Goater (Dickov)                         |
| 13.02.1999 | Bournemouth       | W   | Fitness First Stadium | 0:0       |                                                              | 10 946     | Weaver – Crooks, Wiekens , Morrison , Edghill, Cooke (Dickov), · Brown, Pollock , Horlock , Taylor, Goater (Vaughan )                    |
| 20.02.1999 | Macclesfield Town | D   | Maine Road            | 2:0       | Goater 14', Taylor 67'                                       | 31 086     | Weaver – Crooks, Wiekens, Morrison , Edghill, Cooke, · Brown, Pollock (Bishop), Horlock, Taylor (Dickov), Goater                         |
| 27.02.1999 | Chesterfield      | W   | Saltergate            | 1:1       | Crooks 51'                                                   | 8 245      | Weaver – Crooks , Wiekens, N.Fenton, Edghill, Cooke (Dickov), · Bishop, Brown, Mason (Tiatto), Taylor (Allsopp), Goater                  |
| 06.03.1999 | Northampton Town  | D   | Maine Road            | 0:0       |                                                              | 27 999     | Weaver – Crooks, Wiekens, Morrison , Edghill, Cooke, · Brown, Bishop, Horlock ,Taylor, Goater (Dickov)                                   |
| 09.03.1999 | Burnley           | W   | Turf Moor             | 6:0       | Horlock 17', Morrison 41', Goater 49', 59', 65', Allsopp 82' | 17 251     | Weaver – Crooks, Wiekens (Vaughan), Morrison, Edghill, Cooke, Brown, Bishop, Horlock, Taylor, Goater (Allsopp)                           |
| 13.03.1999 | Oldham Athletic   | D   | Maine Road            | 1:2       | Taylor 79'                                                   | 30 321     | Weaver – Edghill , Wiekens, Morrison, Vaughan (Tiatto), Cooke, · Brown, Bishop (Pollock), Horlock, Taylor, Goater (Dickov)               |
| 16.03.1999 | Notts County      | D   | Maine Road            | 2:1       | Brown 17', Cooke 40'                                         | 26 502     | Weaver – Crooks, Wiekens, Morrison , Edghill, Cooke (Pollock), · Brown, Bishop, Horlock, Taylor (Allsopp), Dickov                        |
| 20.03.1999 | Colchester United | W   | Layer Road            | 1:0       | Goater 55'                                                   | 6 554      | Weaver – Crooks, Wiekens, Morrison , Vaughan, Edghill, · Cooke (Jeff Whitley), Brown , Bishop, Taylor , Goater                           |
| 27.03.1999 | Reading           | W   | Madejski Stadium      | 3:1       | Cooke 32', 62', Goater 54'                                   | 20 055     | Weaver – Crooks, Wiekens, Morrison, Vaughan, Cooke, · Brown, Bishop, Pollock, Goater (Taylor), Dickov (Allsopp)                          |
| 03.04.1999 | Wigan Athletic    | D   | Maine Road            | 1:0       | Cooke 52'                                                    | 31 058     | Weaver – Crooks, Wiekens, Vaughan, Edghill, Cooke (Horlock), Brown, Bishop, Pollock, Dickov (Allsopp), Goater                            |
| 05.04.1999 | Preston North End | W   | Deepdale              | 1:1       | Brown 22'                                                    | 20 857     | Weaver – Crooks, Morrison , Vaughan, Edghill, Cooke, · Brown, Pollock (Bishop), Horlock, Goater, Taylor (Robins)                         |
| 10.04.1999 | Lincoln City      | D   | Maine Road            | 4:0       | Dickov 34', 45', 48', Horlock 63'                            | 26 298     | Weaver – Crooks, Morrison, Vaughan, Tiatto, Cooke, Brown, Bishop, Horlock, Dickov (Robins), Goater (Taylor)                              |
| 14.04.1999 | Luton Town        | D   | Maine Road            | 2:0       | Dickov 4', Vaughan 10'                                       | 26 130     | Weaver – Crooks, Morrison, Vaughan, Edghill (Mason), Cooke, Brown, Bishop, Horlock, Dickov, Goater (Taylor)                              |
| 17.04.1999 | Gillingham        | W   | Priestfield Stadium   | 2:0       | Cooke 31', Horlock 64'                                       | 10 400     | Weaver – Crooks, Morrison, Wiekens, Vaughan , Cooke, · Brown (Jim Whitley), Bishop, Horlock, Dickov (Taylor), Goater                     |
| 24.04.1999 | Wycombe Wanderers | D   | Maine Road            | 1:2       | Goater 45'                                                   | 29 337     | Weaver – Edghill , Wiekens , Morrison, Vaughan (Allsopp (Taylor)), · Cooke ,Brown, Bishop, Horlock, Dickov, Goater                       |
| 01.05.1999 | Bristol Rovers    | W   | Memorial Stadium      | 2:2       | Goater 27', Cooke 42'                                        | 8 033      | Weaver – Crooks, Wiekens (Vaughan), Morrison , Edghill, Cooke , · Brown, Bishop, Horlock, Dickov, Goater (Taylor)                        |
| 08.05.1999 | York City         | D   | Maine Road            | 4:0       | Dickov 23', Horlock 76', Jeff Whitley 83', · Allsopp 88'     | 32 471     | Weaver – Crooks, Wiekens, Vaughan, Edghill, Cooke, Brown, Bishop (Jeff Whitley), Horlock, Dickov (Tiatto), Taylor (Allsopp)              |

## Tabela Divsion Two
| Poz | Klub                                              | M  | Z  | R  | P  | Bz | Bs | Pkt |
| --- | ------------------------------------------------- | -- | -- | -- | -- | -- | -- | --- |
| 1.  | Fulham                                            | 46 | 31 | 8  | 7  | 79 | 32 | 101 |
| 2.  | Walsall                                           | 46 | 26 | 9  | 11 | 63 | 47 | 87  |
| 3.  | Manchester City (awans po zwycięstwie w barażach) | 46 | 22 | 16 | 8  | 69 | 33 | 82  |
| 4.  | Gillingham                                        | 46 | 22 | 14 | 10 | 75 | 44 | 80  |
| 5.  | Preston North End                                 | 46 | 22 | 13 | 11 | 78 | 50 | 79  |
| 6.  | Wigan Athletic                                    | 46 | 22 | 10 | 14 | 75 | 48 | 76  |
| 7.  | A.F.C. Bournemouth                                | 46 | 21 | 13 | 12 | 63 | 41 | 76  |
| 8.  | Stoke City                                        | 46 | 21 | 6  | 19 | 59 | 63 | 69  |
| 9.  | Chesterfield                                      | 46 | 17 | 13 | 16 | 46 | 44 | 64  |
| 10. | Millwall                                          | 46 | 17 | 11 | 18 | 52 | 59 | 62  |
| 11. | Reading                                           | 46 | 16 | 13 | 17 | 54 | 63 | 61  |
| 12. | Luton Town                                        | 46 | 16 | 10 | 20 | 51 | 60 | 58  |
| 13. | Bristol Rovers                                    | 46 | 13 | 17 | 16 | 65 | 56 | 56  |
| 14. | Blackpool                                         | 46 | 14 | 14 | 18 | 44 | 54 | 56  |
| 15. | Burnley                                           | 46 | 13 | 16 | 17 | 54 | 73 | 55  |
| 16. | Notts County                                      | 46 | 14 | 12 | 20 | 52 | 61 | 54  |
| 17. | Wrexham                                           | 46 | 13 | 14 | 19 | 43 | 62 | 53  |
| 18. | Colchester United                                 | 46 | 12 | 16 | 18 | 52 | 70 | 52  |
| 19. | Wycombe Wanderers                                 | 46 | 13 | 12 | 21 | 52 | 58 | 51  |
| 20. | Oldham Athletic                                   | 46 | 14 | 9  | 23 | 48 | 66 | 51  |
| 21. | York City                                         | 46 | 13 | 11 | 22 | 56 | 80 | 50  |
| 22. | Northampton Town                                  | 46 | 10 | 18 | 18 | 43 | 57 | 48  |
| 23. | Lincoln City                                      | 46 | 13 | 7  | 26 | 42 | 74 | 46  |
| 24. | Macclesfield Town                                 | 46 | 11 | 10 | 25 | 43 | 63 | 43  |

Poz – pozycja, M – rozegrane mecze, Z – zwycięstwa, R – remisy, P – porażki, Bz – bramki zdobyte, Bs – bramki stacone, Pkt – punkty

## Baraże o awans do Division One
| Data       | Przeciwnik     | D/W | Stadion          | Wynik C/P  | Strzelcy                  | Frekwencja | Skład |
| ---------- | -------------- | --- | ---------------- | ---------- | ------------------------- | ---------- | --- |
| 15.05.1999 | Wigan Athletic | W   | Springfield Park | 1:1        | Dickov 76'                | 6 700      | Weaver – Crooks, Wiekens, Vaughan, Edghill , Cooke (Allsopp), Brown, Jeff Whitley , Horlock, Dickov, Goater (Taylor)             |
| 19.05.1999 | Wigan Athletic | D   | Maine Road       | 1:0        | Goater 24'                | 31 304     | Weaver – Crooks, Wiekens, Vaughan, Edghill, Cooke (Pollock), Brown, Jeff Whitley, Horlock, Dickov, Goater (Taylor )              |
| 30.05.1999 | Gillingham     | N   | Wembley          | 2:2 k. 3:1 | Horlock 89', Dickov 90+4' | 76 935     | Weaver – Crooks (Taylor ), Wiekens , Morrison (Vaughan), Edghill, Cooke, Brown (Bishop), Jeff Whitley, Horlock, · Dickov, Goater |

D – dom, W – wyjazd, N – stadion neutralny, C – bramki dla zdobyte dla Manchesteru City, P – bramki zdobyte dla przeciwnika

## Puchar Anglii
| Data       | Runda    | Przeciwnik   | D/W | Stadion       | Wynik C/P | Strzelcy bramek             | Frekwencja | Skład |
| ---------- | -------- | ------------ | --- | ------------- | --------- | --------------------------- | ---------- | --- |
| 13.01.1998 | 1.       | Halifax Town | D   | Maine Road    | 3:0       | Russell 7', 35', Goater 65' | 11 106     | Weaver – Crooks, Wiekens, Morrison, Vaughan, Mason, Horlock (Brown), Bishop (Pollock), Dickov, Goater, Russell              |
| 04.12.1998 | 2.       | Darlington   | W   | Feethams      | 1:1       | Dickov 77'                  | 7 250      | Weaver – Edghill , Wiekens, Morrison , Vaughan, Crooks , Pollock, Mason (Dickov ), · Goater, Taylor, Russell                |
| 15.12.1998 | 2. powt. | Darlington   | D   | Maine Road    | 1:0       | Brown 108'                  |            | Weaver – Crooks, Morrison (Tiatto ), Wiekens, Edghill, Horlock, Brown, Pollock, Goater (Bishop), · Taylor, Russell (Dickov) |
| 02.01.1999 | 3.       | Wimbledon    | W   | Selhurst Park | 0:1       |                             |            | Weaver – Jim Whitley, Wiekens, Morrison , Vaughan, Horlock, Pollock (Dickov), Brown, Taylor, Goater, Dickov                 |

D – dom, W – wyjazd, C – bramki dla zdobyte dla Manchesteru City, P – bramki zdobyte dla przeciwnika, powt. – mecz powtórzony

## Puchar Ligi
| Data       | Runda     | Przeciwnik   | D/W | Stadion     | Wynik C/P | Strzelcy bramek                                                             | Frekwencja | Skład |
| ---------- | --------- | ------------ | --- | ----------- | --------- | --------------------------------------------------------------------------- | ---------- | --- |
| 11.08.1998 | 1. 1.mecz | Notts County | W   | Meadow Lane | 2:0       | Cchadadze 72', Allsopp 90+2'                                                | 5 795      | Weaver – Edghill, Cchadadze, Wiekens, Vaughan, Jim Whitley, Mason, Pollock, · Horlock , Dickov, Bradbury (Allsopp)                  |
| 19.08.1998 | 1. 2.mecz | Notts County | D   | Maine Road  | 7:1       | Mason 6', Dickov 16', 57', Bradbury 21', · Goater 38', 90', Jim Whitley 68' | 10 063     | Weaver – Edghill, Nick Fenton, Wiekens, Vaughan, Mason, Pollock, Horlock (Jim Whitley), Dickov (Conlon), Goater, Bradbury (Allsopp) |
| 16.09.1998 | 2. 1.mecz | Derby County | W   | Pride Park  | 1:1       | Tiatto 27'                                                                  | 22 986     | Weaver – Nick Fenton, Wiekens , Vaughan, Edghill, Jim Whitley, Pollock , · Tiatto , Goater, Dickov (Jeff Whitley), Bradbury (Brown) |
| 16.09.1998 | 2. 2.mecz | Derby County | D   | Maine Road  | 0:1       |                                                                             | 19 622     | Weaver – Nick Fenton, Wiekens, Vaughan, Edghill, Mason (Allsopp), Pollock, Jim Whitley, · Horlock, Goater , Bradbury (Dickov)       |

## Auto Windscreens Shield
| Data       | Runda | Przeciwnik     | D/W | Stadion    | Wynik C/P | Strzelcy bramek | Frekwencja | Skład |
| ---------- | ----- | -------------- | --- | ---------- | --------- | --------------- | ---------- | --- |
| 08.12.1998 | 1.    | Mansfield Town | D   | Maine Road | 1:2       | Allsopp 74'     | 3 007      | Weaver – Rimmer , Fenton , Vaughan, Jeff Whitley, Brown, Pollock (Jim Whitley), Tiatto, Allsopp, Taylor (Bailey), Heaney |

## Statystyki
| Pozycja | Piłkarz            | wyst.   | gole  | wyst.         | gole          | wyst.       | gole        | wyst.   | gole |
| Pozycja | Piłkarz            | Liga    | Liga  | Puchar Anglii | Puchar Anglii | Puchar Ligi | Puchar Ligi | Suma    | Suma |
| ------- | ------------------ | ------- | ----- | ------------- | ------------- | ----------- | ----------- | ------- | ---- |
| BR      | Nicky Weaver       | 48 (0)  | 0     | 3             | 0             | 3           | 0           | 54 (0)  | 0    |
| BR      | Tommy Wright       | 1 (0)   | 0     | 0             | 0             | 1           | 0           | 2 (0)   | 0    |
| OB      | Lee Crooks         | 35 (2)  | 1     | 3             | 0             | 0           | 0           | 38 (2)  | 1    |
| OB      | Richard Edghill    | 38 (0)  | 0     | 2             | 0             | 4           | 0           | 44 (0)  | 0    |
| OB      | Nick Fenton        | 16 (0)  | 0     | 0             | 0             | 3           | 0           | 19 (0)  | 0    |
| OB      | Andy Morrison      | 23 (1)  | 4     | 3             | 0             | 0           | 0           | 26 (1)  | 4    |
| OB      | Murtaz Szelia      | 3 (0)   | 0     | 0             | 0             | 0           | 0           | 3 (0)   | 0    |
| OB      | Danny Tiatto       | 7 (8)   | 0     | 0 (1)         | 0             | 1           | 0           | 9 (9)   | 0    |
| OB      | Kachaber Cchadadze | 2 (0)   | 1     | 0             | 0             | 1           | 1           | 3 (0)   | 2    |
| OB      | Tony Vaughan       | 34 (3)  | 1     | 3             | 0             | 4           | 0           | 41 (3)  | 1    |
| PO      | Kevin Horlock      | 38 (0)  | 10    | 2 (0)         | 0             | 3           | 0           | 43 (0)  | 10   |
| PO      | Gerard Wiekens     | 45 (0)  | 1     | 3             | 0             | 4           | 0           | 52 (0)  | 1    |
| PO      | Ian Bishop         | 20 (4)  | 0     | 1 (1)         | 0             | 0           | 0           | 21 (5)  | 0    |
| PO      | Michael Brown      | 29 (5)  | 2     | 2 (1)         | 0             | 0 (1)       | 0           | 31 (7)  | 2    |
| PO      | Terry Cooke        | 24 (0)  | 7     | 0             | 0             | 0           | 0           | 24 (0)  | 7    |
| PO      | Neil Heaney        | 1 (0)   | 0     | 0             | 0             | 0           | 0           | 1 (0)   | 0    |
| PO      | Gary Mason         | 15 (1)  | 0     | 2             | 0             | 3           | 0           | 20 (1)  | -    |
| PO      | Jamie Pollock      | 24 (3)  | 3 (1) | 4             | 0             | 4           | 1           | 31 (4)  | 1    |
| PO      | Jeff Whitley       | 4 (6)   | 1     | 0             | 0             | 0 (1)       | 0           | 4 (7)   | 1    |
| PO      | Jim Whitley        | 8 (3)   | 0     | 1             | 0             | 2           | 0           | 11 (3)  | 0    |
| NA      | Danny Allsopp      | 2 (21)  | 4     | 0             | 0             | 0 (2)       | 1           | 2 (23)  | 5    |
| NA      | Lee Bradbury       | 11 (2)  | 3     | 0             | 0             | 4           | 1           | 15 (2)  | 4    |
| NA      | Michael Branch     | 4 (0)   | 0     | 0             | 0             | 0           | 0           | 4 (0)   | 0    |
| NA      | Paul Dickov        | 25 (13) | 12    | 2 (2)         | 1             | 3 (1)       | 2           | 30 (16) | 15   |
| NA      | Shaun Goater       | 44 (0)  | 18    | 4             | 1             | 3           | 2           | 51 (0)  | 21   |
| NA      | Chris Greenacre    | 1 (0)   | 0     | 0             | 0             | 0           | 0           | 1 (0)   | -    |
| NA      | Mark Robins        | 0 (2)   | 0     | 0             | 0             | 0           | 0           | 0 (2)   | 0    |
| NA      | Craig Russell      | 5 (1)   | 1     | 3 (1)         | 2             | 0           | 0           | 8 (2)   | 3    |
| NA      | Gareth Taylor      | 20 (8)  | 3     | 3             | 0             | 0           | 0           | 23 (8)  | 3    |

Statystyki obejmują także mecze w play-offs

## Transfery
| Data          | Poz. | Piłkarz               | Poprzedni klub        | Suma transferu |
| ------------- | ---- | --------------------- | --------------------- | -------------- |
| lipiec 1998   | PO   | Shaun Wright-Phillips | Nottingham Forest     | wolny transfer |
| lipiec 1998   | OB   | Danny Tiatto          | FC Baden              | 300 tys. £     |
| lipiec 1998   | NA   | Danny Allsopp         | Port Melbourne Sharks | 10 tys. £      |
| listopad 1998 | OB   | Andy Morrison         | Huddersfield Town     | 80 tys. £      |
| listopad 1998 | NA   | Gareth Taylor         | Sheffield United      | 400 tys. £     |
| kwiecień 1999 | PO   | Terry Cooke           | Manchester United     | 1 mln £        |

| Data             | Poz. | Piłkarz          | Transfer do          | Suma transferu        |
| ---------------- | ---- | ---------------- | -------------------- | --------------------- |
| maj 1998         | PO   | Giorgi Kinkladze | AFC Ajax             | 5,5 mln £             |
| czerwiec 1998    | OB   | Kit Symons       | Fulham               | wolny transfer        |
| czerwiec 1998    | NA   | Uwe Rösler       | 1. FC Kaiserslautern | wolny transfer        |
| sierpień 1998    | PO   | Ged Brannan      | Motherwell           | 380 tys. £            |
| sierpień 1998    | OB   | Paul Beesley     | Port Vale            | wolny transfer        |
| sierpień 1998    | PO   | Martin Phillips  | Portsmouth           | 100 tys. £            |
| październik 1998 | NA   | Gerry Creaney    | St Mirren            | wolny transfer        |
| październik 1998 | PO   | Nigel Clough     |                      | rozwiązanie kontraktu |
| październik 1998 | NA   | Lee Bradbury     | Crystal Palace       | 2 mln £               |

## Wypożyczenia
| Data             | Poz. | Piłkarz        | Z klubu           | Na okres                                                               |
| ---------------- | ---- | -------------- | ----------------- | ---------------------------------------------------------------------- |
| październik 1998 | OB   | Andy Morrison  | Huddersfield Town | Po tygodniu przeszedł do klubu na zasadzie transferu definitywnego     |
| październik 1998 | NA   | Michael Branch | Everton           | miesiąc                                                                |
| styczeń 1999     | NA   | Terry Cooke    | Manchester United | Po 3 miesiącach przeszedł do klubu na zasadzie transferu definitywnego |
| marzec 1999      | NA   | Mark Robins    | Panionios GSS     | 2 tygodnie                                                             |

| Data          | Poz. | Piłkarz         | Do klubu        | Na okres   |
| ------------- | ---- | --------------- | --------------- | ---------- |
| sierpień 1998 | NA   | Craig Russell   | Tranmere Rovers | miesiąc    |
| grudzień 1998 | NA   | Chris Greenacre | Scarborough     | 3 miesiące |
| styczeń 1999  | NA   | Jeff Whitley    | Wrexham         | 2 miesiące |
| luty 1999     | NA   | Tommy Wright    | Wrexham         | 3 miesiące |
| marzec 1999   | NA   | Neil Heaney     | Bristol City    | 2 tygodnie |